# توم لويد
توم لويد (بالإنجليزية: Tom Lloyd)‏ (1979)؛ كاتب وروائي بريطاني.